# Metroul din Vilnius
Metroul din Vilnius (în lituaniană Vilniaus metropolitenas) este o rețea de metrou propusă a fi realizată în Vilnius, capitala Lituaniei. Trei linii sunt proiectate să deservească cele mai aglomerate și populate cartiere ale orașului. Scopul construirii rețelei este acela de a reduce ambuteiajele, care au sporit semnificativ în anii 1990 și 2000. În 2001, primarul de la acea vreme Artūras Zuokas, a solicitat sprijin internațional pentru realizarea studiului de fezabilitate al rețelei de metrou propuse. În 2002, propunerea a fost aprobată de Consiliul Local Vilnius ca parte a master-planului municipal. Compania de inginerie și consultanță Systra a fost desemnată de municipalitatea Vilniusului ca partener de studiu; firma de consultanță și proiectare Scott Wilson Group a realizat un studiu de fezabilitate cu finanțare publică și privată între 2005 și 2006.
Începând din 2007, proiectul a fost subiectul unei intense dezbateri printre politicieni și cetățeni. Îngrijorările au privit costurile (estimate la 890 milioane de euro), posibilitatea ca vibrațiile provocate să afecteze clădirile istorice din centrul vechi și percepția că străzile vor fi închise pe perioada lucrărilor. Noi studii au fost publicate în 2011. Proiectul a fost acceptat de guvernul lituanian pe bază de concesiune în 2014, dar președintele lituanian Dalia Grybauskaitė și-a exercitat dreptul de veto împotriva legii.
În 2018, Seimul Republicii Lituania a aprobat un nou proiect, dar lipsa acceptului președintelui de la acea vreme l-a întârziat.

## Linii propuse
1. Pilaitė-Centru
2. Pašilaičiai-Gara Centrală-Lazdynai (linie circulară)
3. Justiniškės-Antakalnis